# Kōshin'etsu

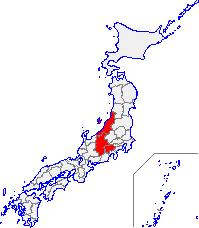
Regione di Kōshin'etsu'

Kōshin'etsu (甲信越?) è una sottoregione della regione di Chūbu, in Giappone. Comprende le prefetture di Yamanashi, Nagano e Niigata.